# Joanna Jędrzejczyk
Joanna Jędrzejczyk (Olsztyn, 18 augustus 1987) is een Pools voormalig MMA-vechtster. Ze was van maart 2015 tot november 2017 de tweede wereldkampioen strogewicht (tot 52 kilo) bij de UFC. Jędrzejczyk won eerder zes wereld- en vier Europese kampioenschappen in het thaiboksen.

## Carrière
Jędrzejczyk debuteerde in mei 2012 in MMA met een overwinning (unanieme jurybeslissing) op Sylwia Juskiewicz. Ze vocht haar eerste zes gevechten in de sport bij een gevarieerd aantal bonden en won ze allemaal. Jędrzejczyk maakte vervolgens in juli 2014 haar debuut binnen de UFC. Ze versloeg die dag Juliana Lima door middel van een unanieme jurybeslissing. Nadat ze vijf maanden later ook van Cláudia Gadelha won (verdeelde jurybeslissing), mocht ze voor het UFC-kampioenschap in het strogewicht vechten tegen titelverdedigster Carla Esparza. Die ontmoeting vond plaats op 14 maart 2015. Een hoeveelheid slagen in de laatste minuut van de tweede ronde van het gevecht leidde ertoe dat de scheidsrechter Esparza technisch knock-out verklaarde. Jędrzejczyk was daarmee de nieuwe en eerste Poolse kampioen bij de UFC. Ook was ze de eerste Europese vrouw en derde Europeaan in totaal die kampioen werd bij de UFC, na Bas Rutten en Andrei Arlovski.
Jędrzejczyk verdedigde haar wereldtitel in juni 2015 voor het eerst, tegen Jessica Penne. Ze won door middel van een technische knock-out. Haar tweede titelverdediging volgde in november van dat jaar, toen ze Valérie Létourneau versloeg op basis van een unanieme jurybeslissing. Jędrzejczyk coachte van april tot en met juni 2016 een team van aspirerende MMA-vechters voor seizoen 23 van het televisieprogramma The Ultimate Fighter. Haar voormalige opponent Gadelha deed tegelijkertijd hetzelfde voor een aantal concurrerende deelnemers. Een wedstrijd tussen de twee coaches op 8 juli 2016 gold als afsluitende evenement. Jędrzejczyk verdedigde hierin haar UFC-titel voor de derde keer door Gadelha opnieuw te verslaan, nu op basis van een unanieme jurybeslissing. Jędrzejczyk slaagde er in november 2016 in om haar titel ook voor een vierde keer te verdedigen. Ditmaal won ze op basis van een unanieme jurybeslissing van haar tot die dag ook nog ongeslagen landgenote Karolina Kowalkiewicz. Jędrzejczyks vijfde titelverdediging kwam in mei 2017 ook tot stand door middel van een unanieme jurybeslissing. Ditmaal was Jessica Andrade het slachtoffer.
Jędrzejczyk leed op 4 november 2017 haar eerste nederlaag en verloor daarbij haar UFC-titel. Rose Namajunas sloeg haar die dag na ruim drie minuten in de eerste ronde van hun gevecht (technisch) knock-out. Jędrzejczyk ging eerst neer na een stoot met rechts, maar krabbelde toen nog op. Namajunas vloerde haar vlak daarna opnieuw met een klap op haar kaak en volgde die op met nog een stoot toen Jędrzejczyk neer was. De arbitrage beëindigde daarop het gevecht en de Poolse was haar titel kwijt. Jędrzejczyk kreeg op 7 april 2018 de kans haar de titel terug te veroveren in een directe rematch tegen Namajunas, maar verloor opnieuw. Na vijf ronden van vijf minuten wees de jury de Amerikaanse unaniem als winnares aan. Jędrzejczyk keerde in juli 2018 terug in het strijdperk met een overwinning op Tecia Torres. De jury wees haar na drie volle ronden unaniem aan als winnares. Ze mocht het in december 2018 vervolgens opnemen tegen Valentina Sjevtsjenko voor de vacante UFC-titel in het vlieggewicht (tot 57 kilo). Ze verloor op basis van een unanieme jurybeslissing. Jędrzejczyk keerde op 12 oktober 2019 terug in het strogewicht met een overwinning (unanieme jurybeslissing) op Michelle Waterson.
Jędrzejczyk mocht op 7 maart 2020 voor de tweede keer proberen om opnieuw kampioen strogewicht te worden. Ze verloor op basis van een split decision van titelverdedigster Zhang Weili. Jędrzejczyk kwam daarna ruim twee jaar niet in actie, om het in juni 2022 opnieuw op te nemen tegen Zhang Weili. Ze verloor opnieuw, deze keer op basis van een knock-out in de tweede ronde. In het interview na de wedstrijd maakte Jędrzejczyk bekend dat ze stopte met MMA.